# Benalla
Benalla è una piccola città australiana sul Broken River nel nord-est dello stato di Victoria. Si trova a circa 212 km a nord-est dalla capitale Melbourne. Al censimento del 2011 contava 9 328 abitanti.
È il capoluogo amministrativo dell'omonima città rurale.

## Storia
Prima della colonizzazione dell'Australia, la regione di Benalla era popolata dagli aborigeni Taungurong.
Fu visitata per la prima volta da una spedizione guidata dagli esploratori Hamilton Hume e William Hovell in 1824. A questa spedizione fece seguito quella del maggiore Thomas Mitchell nel 1834.
Il reverendo Joseph Docker creò un circolo pastorale nel 1838 chiamato Benalta Run, pare da una parola aborigena che significa anatra muschiata Un attacco indigeno contro il campo di pastori di pecore George e William Faithful, detto poi "Massacro Faithful", provocò la morte di sette coloni. Al seguito di questo fatto, nel 1839, vi fu istituita una stazione di polizia e all'insediamento fu dato il nome di Broken River.
L'ufficio postale aprì il 1º dicembre 1844.
Nel 1847 fu eretto un ponte sul fiume Broken River, nel 1861 l'insediamento ebbe il titolo ufficiale di town. Benalla divenne una città nel 1965.

## Economia

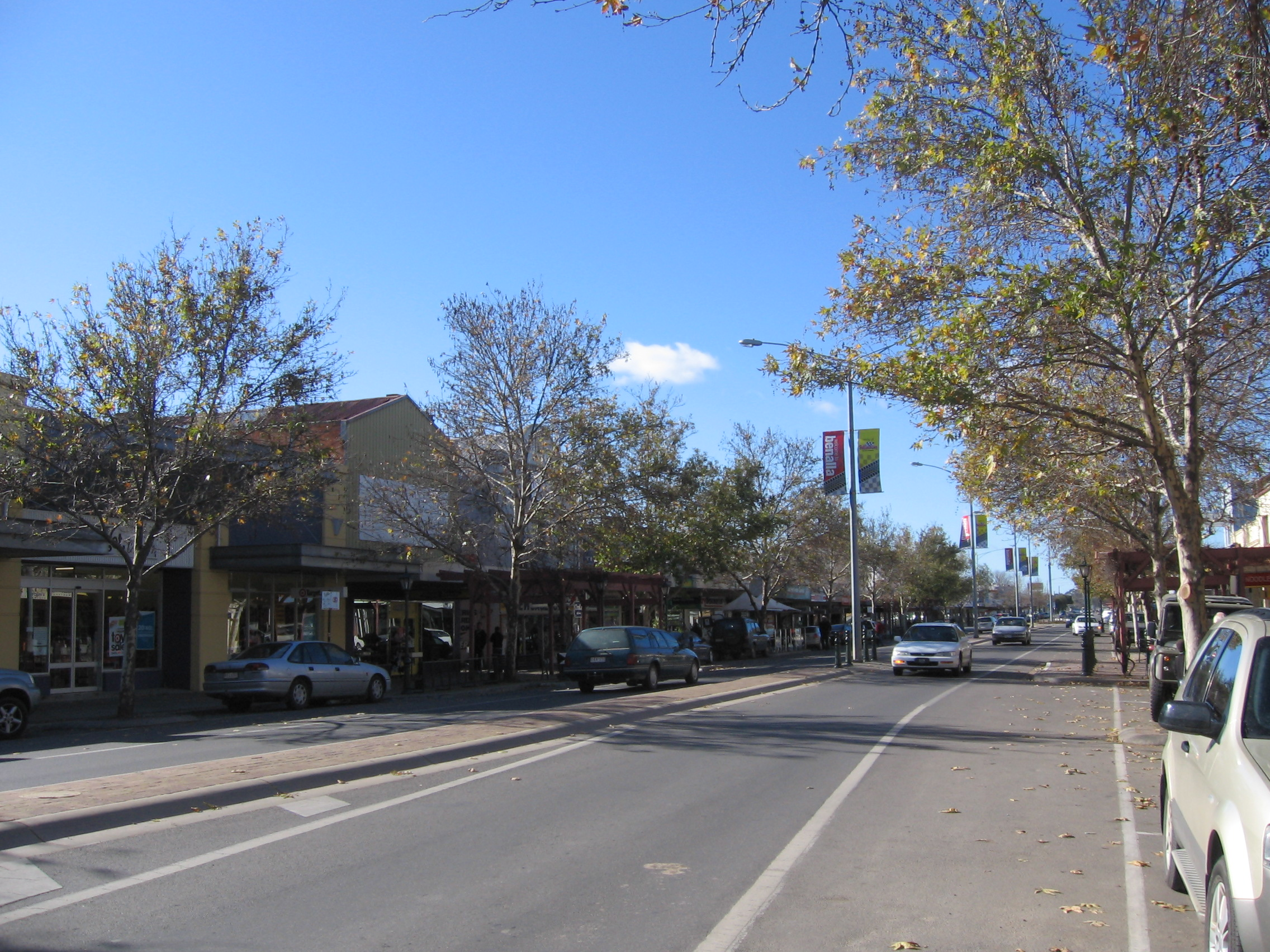
Benalla: la via principale

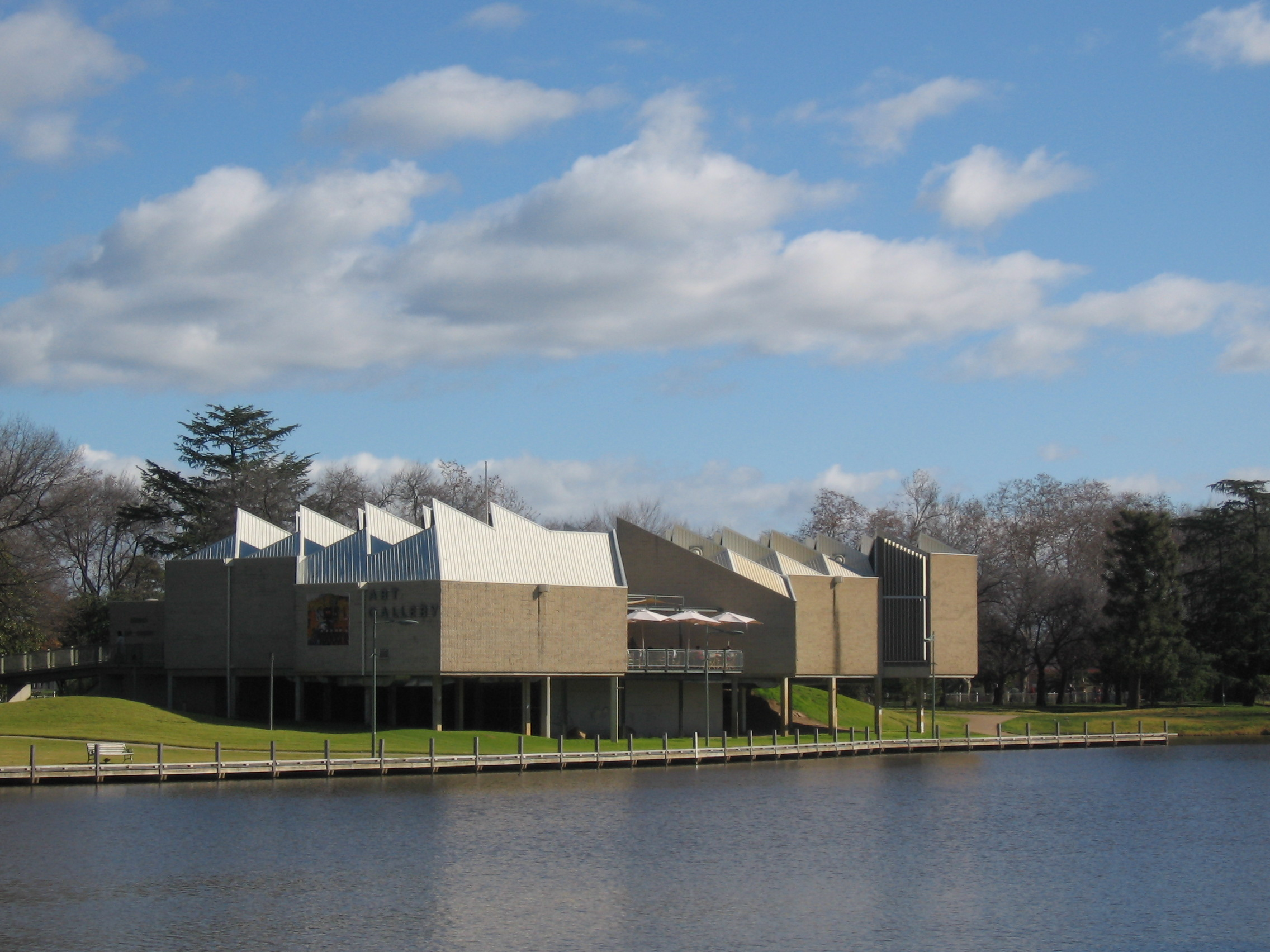
La Galleria d'arte di Benalla

L'economia si basa sull'agricoltura e l'allevamento, sul turismo e una certa concentrazione di industrie tessili, la fabbrica di munizioni Thales Australia, servizi per l'agricoltura e apparecchi per l'aviazione.
Sono inoltre presenti punti di vendita di grosse catene di distribuzione quali i Coles Supermarkets, Woolworths Supermarkets, Target Australia, ALDI e Mitre 10.